# 牛王廟戯台

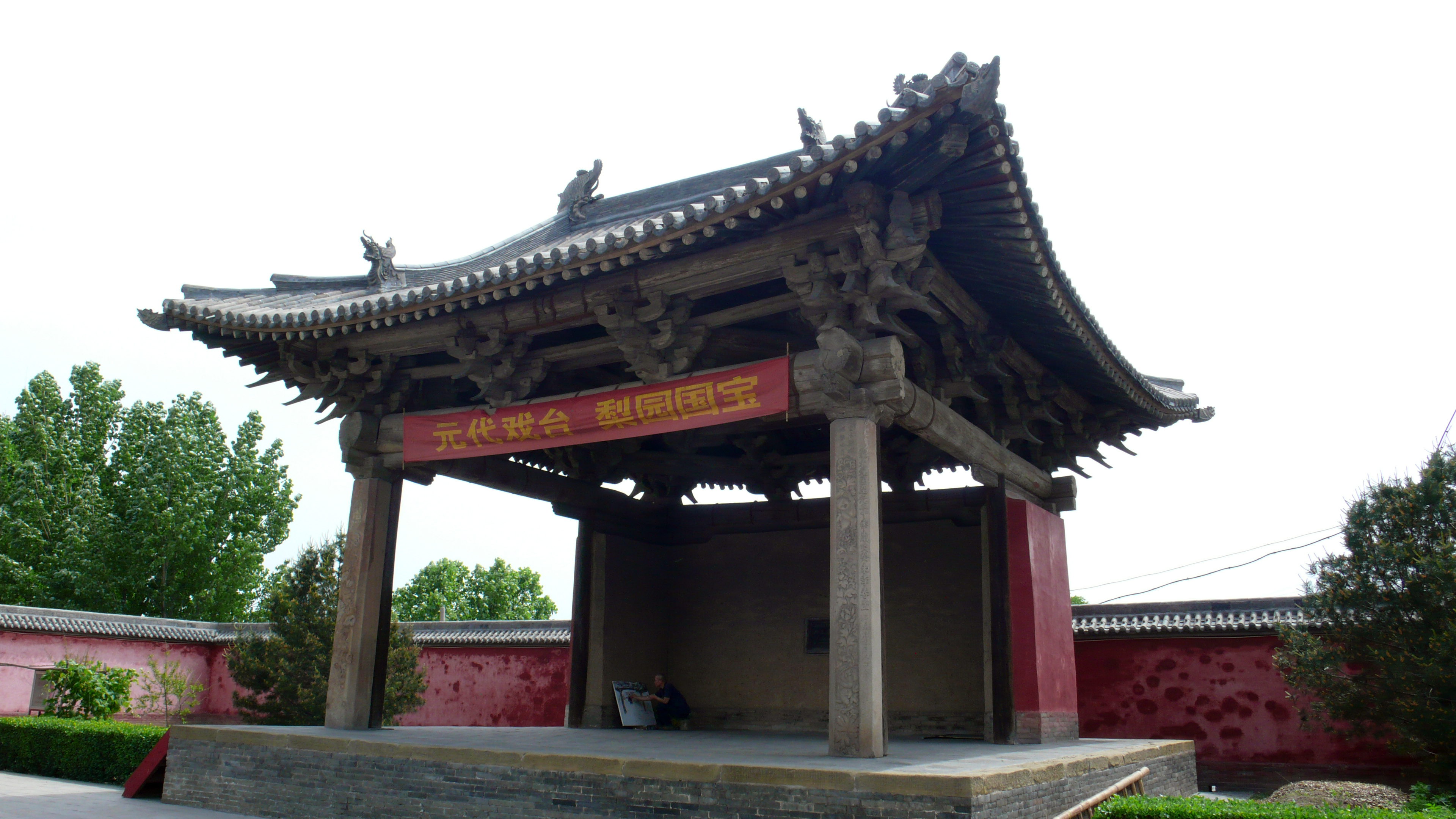
牛王廟戯台。

牛王廟戯台（ぎゅうおうびょうぎだい）は、中華人民共和国山西省臨汾市堯都区魏村鎮にある戯台。戯台とは芝居の舞台をいう。

## 歴史
創建は元の至正20年（1283年）で、大徳7年（1303年）に地震で倒壊し、至治元年（1321年）に再建。
1996年、中華人民共和国国務院は牛王廟戯台を全国重点文物保護単位に認定した。

## 建築物
戯台のほか、献亭、正殿などが現存する。正殿は三王（牛王、馬王、薬王）を祭り、三王の塑像を安置する。